# L6/40
L'L6/40 fu un carro armato leggero italiano utilizzato durante la seconda guerra mondiale, prevalentemente dal Regio Esercito che lo impiegò in tutti i teatri di guerra.

## Storia

### Sviluppo e descrizione
Negli anni trenta la Fiat-Ansaldo sviluppò due tipi di carro armato derivati dal modello L3/33, una tankette diventata ormai obsoleta, il Carro D'assalto  1936 ed il Carro Cannone Modello 1936, entrambi i prototipi furono rifiutati dal Regio Esercito. Nei tardi anni 30 la Fiat-Ansaldo sviluppò un nuovo carro completamente nuovo non basato sulla vecchia tankette, Il prototipo uscì dall'Ansaldo nel 1938 dotato di una mitragliera binata in torretta e un cannone automatico da 37 mm in casamatta (configurazione simile al M11/39), a cui seguirono altri esemplari di prova che inserivano il cannone, sempre da 37 mm, in torretta, abbinato ad una mitragliatrice coassiale Breda Mod. 38 da 8 mm o dalla già citata mitragliera binata. Per la versione definitiva di serie, arrivata durante il 1939, si optò per la mitragliatrice coassiale e per un cannone Breda 20/65 Mod. 1935 da 20 mm in torretta: disponeva di una riserva di 296 colpi per il cannone e 1.560 per la mitragliatrice.
Lo scafo, interamente rivettato, aveva uno spessore che variava dai 6 ai 30 mm ed era abbastanza largo da contenere due uomini, pilota e armiere-capocarro, che potevano accedere al mezzo o dalla torretta o da una porta situata nel lato destro. Il motore era uno SPA 18D a quattro cilindri a benzina da 70 hp (52 kW) capace di sviluppare una velocità massima su strada di 42 km/h; la torretta poteva ruotare di 360° e sia il cannone automatico che la mitragliatrice avevano un alzo variabile tra -12° e +20°. Il treno di rotolamento per ogni lato era costituito da due rulli di corsa e da due coppie di ruote, con il pignone davanti e la puleggia di dietro inframezzati da tre piccole ruote di rinvio.

### Impiego operativo
Sebbene fosse sotto molti aspetti un veicolo efficiente nella sua categoria, l'L6/40 fu considerato, in linea generale, un mezzo nato "vecchio", sia per quanto riguardava l'armamento che la corazzatura. Non riuscì infatti a svolgere adeguatamente i ruoli per cui era stato creato, ovvero ricognizione ed appoggio alla fanteria e talvolta, per mancanza di mezzi più adatti fu utilizzato anche come carro di rottura, nonostante fosse poco corazzato. Per quanto riguarda gli altri ruoli per cui venne concepito, ossia mezzo da ricognizione e supporto per fanteria, era parzialmente adeguato al primo perché veloce e di piccole dimensioni, mentre era inverosimile potesse adempiere al secondo, anche perché era penalizzato dalla dottrina di impiego in uso allora nel regio esercito.
Fu usato dal Regio Esercito praticamente in ogni fronte della seconda guerra mondiale dove erano coinvolte le forze italiane: in Africa settentrionale, al fronte orientale con l'ARMIR, nei Balcani con compiti di contrasto alle operazioni della resistenza jugoslava (alcuni vennero poi catturati dai tedeschi dopo l'8 settembre 1943 e riutilizzati) e in Italia contro le truppe tedesche, che ne catturarono un certo numero per riutilizzarli direttamente con la denominazione PzKpfw 733(i) o per fornirli ai reparti della RSI.
A partire dal 1943 la torretta del carro fu usata sull'autoblindo SPA-Viberti AS43.
L'Esercito Italiano lo utilizzò fino ai primi anni cinquanta., così come i Reparti celeri della Pubblica Sicurezza.

## Versioni e derivati
Uscirono dalla produzione un totale di 283 L6/40 nelle varie versioni:
Versioni di produzione o modificate
- L6/40 – versione base.
- L6/40lf – versione con un lanciafiamme al posto del cannone dotata di un serbatoio di liquido combustibile da 200 litri[6].
- L6/40 Centro Radio – carro radio usato come mezzo di comando, con torretta aperta e mezzi di comunicazione migliorati.
- L6/40 Portamunizioni – carro portamunizioni che accompagnavano i semoventi M.41 da 90/53; trasportavano 26 colpi a bordo e 40 su apposito rimorchio blindato.

Derivati
- L40 – semovente d'artiglieria sviluppato dall'L6/40, a cui rimuoveva la torretta per far spazio ad un cannone anticarro 47/32 Mod. 1935 da 47 mm.
- Carro Comando L40 – carro comando per plotone e compagnia semoventi.
- Cingoletta L40 – la controparte italiana dell'Universal Carrier britannico, rimase prototipo.

## Esemplari superstiti
Sono attualmente conservati tre esemplari del carro armato ed uno del semovente:
- L6/40 - Caserma "Mara" - Comando NATO Rapid Deployable Corps - Italy (Solbiate Olona)
- L6/40 - Museo Militare dell'Esercito albanese (Citadel-Gjirokäster, Albania)
- L6/40 - Museo dei mezzi corazzati (Kubinka, Russia)
- Semovente L40 da 47/32 - U.S. Army Ordnance Training and Heritage Center (Fort Lee - Virginia, Stati Uniti)

## Utilizzatori
Italia
- Regio Esercito

 Repubblica Sociale Italiana
- Esercito Nazionale Repubblicano

 Italia
- Esercito Italiano
- Corpo delle Guardie di Pubblica Sicurezza